# Theater am Franz-Josefs-Kai

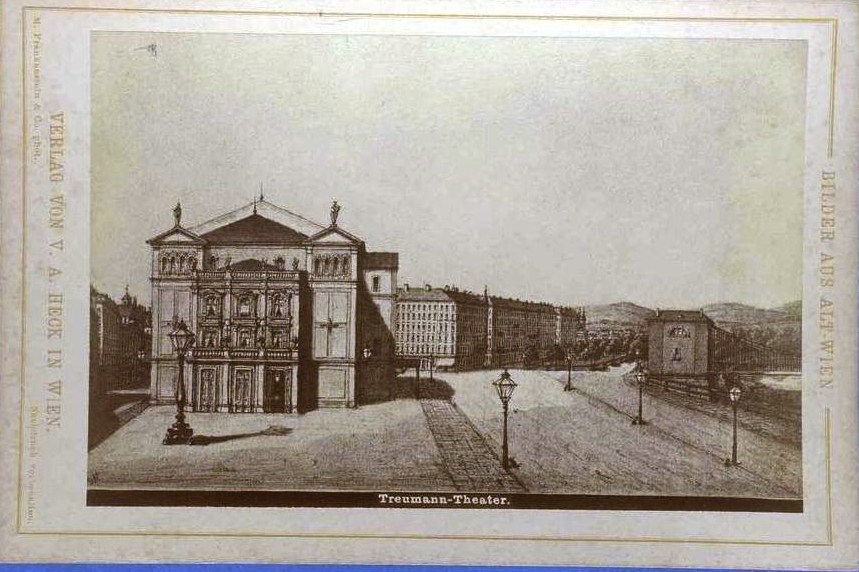
Theater am Franz-Josefs-Kai, Fotografie von Michael Frankenstein

Das Theater am Franz-Josefs-Kai in Wien, auch Treumann-Theater oder Quai-Theater genannt, befand sich an der damaligen Adresse Franz-Josefs-Quai 19, ab 1888: 1., Morzinplatz 4. Es bestand lediglich von 1860 bis 1863, spielte aber eine wichtige Rolle in der ersten Phase der Wiener Operette.
Es wurde von dem Operettentenor Karl Treumann (1823–1877) mit kaiserlicher Bewilligung als Provisorium (Interimstheater) aus Holz erbaut und am 1. November 1860 eröffnet. Architekt war Ferdinand Fellner der Ältere. Mit seiner Neorenaissance-Fassade war das Haus ein früher Zeuge des Ringstraßenstils.

## Spielplan und Künstler
Hier wurde eine ganze Reihe von Operetten uraufgeführt. Treumann konnte Franz von Suppè (1819–1895) als musikalischen Leiter gewinnen; ihm gelang es 1860 mit Das Pensionat, den damals äußerst erfolgreichen Stücken von Jacques Offenbach ein wienerisches Pendant gegenüberzustellen. Im Theater am Franz-Josefs-Kai wurden in den Jahren 1862/63 Suppés Operetten Die Kartenschlägerin, Zehn Mädchen und kein Mann und Flotte Bursche uraufgeführt. Am 1. Februar 1862 war anlässlich einer Galavorstellung in Anwesenheit von Kaiser Franz Joseph I. Johann Nestroys letztes Werk, Häuptling Abendwind, mit dem Autor in der Titelrolle zu sehen. Treumann gelang es, bedeutende Darsteller zu verpflichten: Die Soubrette Anna Grobecker begann auf dieser Bühne ihre Wiener Laufbahn, der Schauspieler Friedrich Hopp trat hier zum letzten Mal auf.

## Baugeschichte

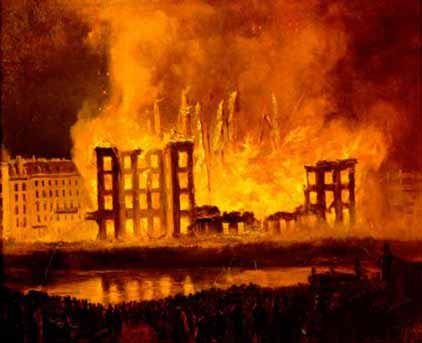
Der Brand des Theaters 1863, Gemälde von Leopold Munsch (1826–1888)

Der Baugrund war, wie der Franz-Josefs-Kai, durch die Entfernung der Wiener Stadtmauern ab 1858 entstanden, in diesem Fall der Gonzaga-Bastei. Der wirtschaftliche Auslöser für den Bau des Theaters war, dass Treumann den hohen Pachtzahlungen, die er als Direktor des Carltheaters zu leisten hatte, ausweichen wollte. Die Bewilligung für das Gebäude wurde bis 1863 ausgestellt. Im Mai 1863 wurde das Provisorium vom k. k. Innenministerium bis 1865 verlängert; gleichzeitig liefen die ersten Vorarbeiten für den Bau eines ständigen, gemauerten Theaters an. Das Theater fiel in der Nacht vom 9. Juni zum 10. Juni 1863 einem Brand zum Opfer. Die letzten Aufführungen waren gewesen: Eulenspiegel als Schnipfer, Posse von Anton Bittner (1820–1881), sowie Zehn Mädchen und kein Mann, komische Operette von Franz von Suppè. Nach dem Schadfeuer gab Treumann den Plan eines eigenen Theaterbaus auf und übernahm am 19. August 1863 neuerlich die Direktion des Carltheaters.
Wenige Tage nach dem Untergang des Theaters wurde von den Medien kolportiert, der Bau des neuen Hofburgtheaters werde an der Stelle des Treumann-Theaters erfolgen.
Auf dem Grundstück am Franz-Josefs-Kai wurde von 1871 an das 1873 eröffnete Hotel Métropole erbaut. 1888 erhielt die Verkehrsfläche den Namen Morzinplatz. Das Métropole diente von 1938 bis 1945 der Wiener Gestapo als Zentrale. Das stark von Bomben beschädigte Hotel wurde in der Folge abgerissen und auf dem Bauplatz der heutige Leopold-Figl-Hof errichtet.